# Sébastien Japrisot
Jean-Baptiste Rossi, més conegut pel seu nom de ploma (i anagrama) Sébastien Japrisot, fou un novel·lista, guionista, traductor, director de cinema i lletrista francès nascut el 4 de juliol de 1931 a Marsella i mort el 4 de març de 2003 a Vichy.
Conegut per subvertir les regles del gènere del crim, Japrisot va trencar les fórmules establertes "en les seves peces components per combinar-les de manera original i paradoxal". Alguns crítics defensen que, encara que a l'obra de Japrisot pot faltar l'element experimental explícit present a les novel·les d'alguns contemporanis, mostra influències de les teories estructuralistes i les tècniques poc ortodoxes del moviment literari Noveau roman.

## Obra

### Novel·la
- Les Mal Partis - Premi de l'Unanimité 1966 (signat com J.-B. Rossi, Éditions Robert Laffont, 1950)
- Visages de l'amour et de la haine (signat com J.-B. Rossi, a Réalités núm.57, 10/1950)
- L'Odyssexe (àlbum il·lustrat per Trez, signat com J.-B. Rossi, Denoël, 1965)
- La Passion des femmes (Denoël, 1986)

### Novel·la policíaca
- Compartiment tueurs (Denoël, 1962) - En català "víctimes en fals"
- Piège pour Cendrillon (Denoël, 1963) - Gran Premi de literatura policíaca 1963. En català "Parany per a una Noia"
- La Dame dans l'auto avec des lunettes et un fusil (Denoël, 1966)
- Adieu l'ami (Denoël, 1968) - En català "adéu, amic"
- L'Été meurtrier (Denoël, 1977) - Prix des Deux Magots 1978, Premi de l'acadèmia sueca 1978
- Un long dimanche de fiançailles (Denoël, 1991) - Premi Interallié 1991